# Храм Петра и Павла (Салехард)
Храм в честь Первоверховных апо́столов Петра и Павла — православный храм в городе Салехарде. В 2011—2024 годах был кафедральным собором Салехардской епархии Русской православной церкви. Построен в 1893 году и является старейшим храмом на Ямале.
Объект культурного наследия народов России — охраняется государством

## История
В Обдорске ещё в конце 1860-х годов обществом «было постановлено» строить новый православный храм. Дело о постройке, как это было тогда принято, было рассмотрено Тобольской Духовной Консисторией в мае 1869 года и была выдана специальная книга для сбора пожертвований на постройку нового храма.
Вскоре на рассмотрение Консистории было представлено несколько проектов на постройку деревянной церкви, но было принято решение строить каменный храм.

Сколь ни кажется операция удобоисполнимою и сколь ни вожделенно устройство храма Божия на конце вселенной, однако указанные консисторией члены, купцы Плеханов, Неволин и Корнилов, отказались от участия в построении его. Купцы напрочь отказались благотворить недолговечной деревянной церкви и высказались в пользу построения в Обдорске каменного храма. Мнение сие в принципе своем столь резонно и по средствам и времени столь удобоисполнимо, что с ним нельзя не согласиться.— В. Я. Темплинг «Из истории Обдорской миссии».
Учитывая опыт предыдущего строительства из дерева, комиссией было принято во внимание, что покупка и доставка «строевых материалов» обойдётся дороже, чем изготовление кирпича прямо на месте. Практичные купцы к тому же замечали: деревянное здание «как бы ни было хорошо и упрочено, просуществует не более 50 или 60 лет, а сумма по смете употребится значительная — 7259 руб 41 коп». И в то же время на храм, возведённый из кирпича, придётся затратить не более двадцати тысяч рублей, но он «будет существовать вечно». Будущее здание требовало также и надёжного фундамента: ведь храм предстояло строить на вечной мерзлоте.
30 октября (11 ноября) 1878 года проект и смета были утверждены и было принято окончательное решение о постройке в селении Обдорском Берёзовского уезда Тобольской губернии каменной церкви во имя святых апостолов Петра и Павла с приделами святого Василия Великого и святого Николая Чудотворца.

Мы, нижеподписавшиеся жители с. Обдорского, прихожане имеемой вновь возводиться церкви во имя святых апостолов Петра и Павла, <…> единогласно постановили: просить преосвященнейшего епископа Василия благословить и разрешить постройку церкви", а рассмотренные и утверждённые документы "выдать доверенному нашему протоиерею о. Петру Попову, которому доверяем и подать от нас прошение с настоящим приговором и планом.— В. Я. Темплинг «Из истории Обдорской миссии».
В 1883 году был заключен контракт на возведение каменного храма, в котором «строительный комитет» обязался в течение пяти лет закончить строительство, но к работам приступили после всех изысканий в 1886 году. Однако без архитектора и других специалистов, возведение столь сложного для местного «строительного комитета» сооружения оказалось невозможным и в 1887 году все работы были приостановлены. В 1889 году архитектор был найден и наблюдение за сооружением собора было поручено архитектору Готлибу (Богдану Богдановичу) Цинке.
Строительство было завершено в 1893 году. На открытии собора святых апостолов Петра и Павла с приделами по бокам во имя светлейшего Василия Великого и Николая Чудотворца присутствовали все почётные жители Обдорска и Тобольска. Торжественные мероприятия посетил губернатор Богданович в сопровождении прокурора и инспектора Тобольской Врачебной Управы. Освящён в сентябре 1894 года епископом Тобольским и Сибирским Агафангелом (Преображенский).
В октябре 1930 года советской властью было принято решение о ликвидации Петропавловской церкви в Обдорске. Впоследствии помещения храма использовались как общежитие, овощехранилище, государственные учреждения. Была снесена белокаменная ограда, исчезли купола и колокольня, внутренняя планировка неоднократно изменялась.
В 1980-х годах в Салехарде возродили православную общину, которую воссоздали игумен Зосима (Горшунов) и Акилина Евгеньевна Есняцкая из Тобольска. В 1990 году храм был возвращён верующим в постоянное пользование.
11 июля 1991 года епископ Тобольский и Тюменский Димитрий (Капалин) совершил чин освящения восстановленного храма. С 1991 по 1998 годы проводилась частичная реставрация и восстановление храма и приделов. Был установлен новый иконостас и внутреннее убранство. После образования в 2011 году Салехардской епархии Петропавловский храм становится кафедральным.
Одной из святынь Петропавловского храма является новообретённая икона святого Николая, архиепископа Мир Ликийских. При церкви уже много лет действует детская воскресная школа.

## Духовенство
- Иерей Тимофей Степаненко – настоятель храма
- Иеромонах Арсений (Данганев)
- Иерей Андрей Нищета
- Иерей Иоанн Литовка
- Диакон Максим Шкляров

## Святыни
- Чтимая икона Святителя Николая Чудотворца
- Икона святителя Агафангела (Преображенского) с частицей мощей
- Икона святителя Макария Алтайского с частицей мощей
- Икона святой блаженной Матроны Московской с частицей мощей
- Иконы из храмового иконостаса XIX века

## Статьи и публикации
- Липатова Л., Казанцнв П. История храма апостолов Петра и Павла г. Салехард // Официальный сайт Салехардской епархии. — 2011. Архивировано 16 июня 2018 года.